# Megascapheus
Megascapheus is een geslacht van zoogdieren uit de familie van de goffers (Geomyidae). De wetenschappelijke naam van het geslacht werd in 1903 gepubliceerd door Elliot. Het geslacht werd in 2024 afgesplitst van het geslacht Thomomys.

## Soorten
Er worden 13 soorten in dit geslacht geplaatst:
- Megascapheus atrovarius (J. A. Allen, 1898)
- Megascapheus baileyi (C. H. Merriam, 1901)
- Megascapheus bottae (Eydoux & P. Gervais, 1836) – Valleigoffer
- Megascapheus bulbivorus (J. Richardson, 1829)
- Megascapheus connectens (E. R. Hall, 1936)
- Megascapheus fulvus (S. W. Woodhouse, 1853)
- Megascapheus laticeps (S. F. Baird, 1855)
- Megascapheus nayarensis (Mathis, M. S. Hafner, D. J. Hafner, & Demastes, 2013)
- Megascapheus nigricans (Rhoads, 1895)
- Megascapheus ruidosae (E. R. Hall, 1932)
- Megascapheus sheldoni (V. O. Bailey, 1915)
- Megascapheus townsendii (Bachman, 1839)
- Megascapheus umbrinus (J. Richardson, 1829) – Dwerggoffer